# Dimos Nea Ionia
Dimos Nea Ionia (Nea Ionia) är en kommun i Grekland.   Den ligger i prefekturen Nomarchía Athínas och regionen Attika, i den sydöstra delen av landet, 7 km nordost om huvudstaden Aten. Antalet invånare är 67 134.